# Glenea gardneriana
Glenea gardneriana är en skalbaggsart som beskrevs av Stephan von Breuning 1958. Glenea gardneriana ingår i släktet Glenea och familjen långhorningar.
Artens utbredningsområde är:
- Laos.
- Myanmar.

Inga underarter finns listade i Catalogue of Life.